# Pobřežní hlídka
Pobřežní hlídka (v anglickém originále Baywatch, desátá a jedenáctá řada jako Baywatch Hawaii) je americký dramatický televizní seriál, jehož autory jsou Michael Berk, Douglas Schwartz a Gregory J. Bonann. Vysílán byl v letech 1989–2001, z toho do roku 1990 na stanici NBC a následně, v letech 1991–2001, v syndikaci. Celkem vzniklo 241 dílů rozdělených do jedenácti řad. Seriálu předcházel pilotní film Pobřežní hlídka: Panika na pláži Malibu (1989) a zakončoval jej film Pobřežní hlídka: Havajská noc (2003).
Seriál Pobřežní hlídka pojednává o plavčících na pláži v okrese Los Angeles County v Kalifornii a později (v 10. a 11. řadě) na Havaji. Hlavní postavu, Mitche Buchannona, velitele plavčíků, ztvárnil David Hasselhoff. K dalším významným představitelům hlavních rolí patří Jeremy Jackson, Michael Newman, Gregory Alan Williams, Alexandra Paul, Michael Bergin, David Chokachi, Pamela Anderson, David Charvet, Yasmine Bleeth a Gena Lee Nolin.
V 90. letech 20. století byla Pobřežní hlídka jedním z celosvětově nejsledovanějších televizních seriálů. Díky úspěchu byl z ní odvozen seriál Baywatch Nights (1995–1997), opět s Davidem Hasselhoffem v hlavní roli Mitche Buchannona, jenž se v něm věnuje práci soukromého detektiva. V roce 2017 měl premiéru celovečerní film Pobřežní hlídka, ve kterém Buchannona ztvárnil Dwayne Johnson.

## Děj
Plavčíci z pláže poblíž Los Angeles (později na Havaji) zachraňují pod vedením Mitche Buchannona lidské životy, řeší mezilidské konflikty a musí se vypořádávat i s vlastními problémy. Kromě pomoci tonoucím osobám se věnují např. útokům žraloků, následkům zemětřesení, ale brání návštěvníky pláže i před sériovými vrahy.

## Obsazení
- David Hasselhoff jako poručík Mitch Buchannon (pilot, 1.–10. řada a závěrečný film)
- Parker Stevenson jako Craig Pomeroy (pilot a 1. řada)
- Shawn Weatherly jako Jill Rileyová (pilot a 1. řada)
- Billy Warlock jako Eddie Kramer (pilot, 1.–3. řada a závěrečný film)
- Erika Eleniak jako Shauni McClainová (pilot a 1.–3. řada)
- Peter Phelps jako Trevor Cole (pilot a 1. řada)
- Gina Hecht (pilot) a Holly Gagnier (1. řada) jako Gina Pomeroyová
- Brandon Call (pilot a 1. řada) a Jeremy Jackson (2.–9. řada a závěrečný film, jako host v 10. řadě) jako Hobie Buchannon
- Monte Markham jako kapitán Don Thorpe (pilot a 1.–2. řada)
- Gregory Alan Williams jako seržant Garner Ellerbee (1. a 3.–5. řada, jako host ve 2. a 8. řadě)
- John Allen Nelson jako John D. Cort (1. řada a závěrečný film, jako host ve 2. a 4.–5. řadě)
- Tom McTigue jako Harvey Miller (2. řada)
- Richard Jaeckel jako poručík Ben Edwards (2. řada, jako host ve 3.–4. řadě)
- Nicole Eggert jako Roberta „Summer“ Quinnová (3.–4. řada a závěrečný film)
- David Charvet jako Matthew „Matt“ Brody (3.–5. řada, jako host v 6. řadě)
- Pamela Anderson jako Casey Jean „C. J.“ Parkerová (3.–7. řada a závěrečný film)
- Kelly Slater jako Jimmy Slade (3. řada, jako host ve 4. řadě)
- Alexandra Paul jako poručík Stephanie Holdenová (3.–6. řada, jako host v 7. řadě) a jako Allison Fordová / Judy Radinová (závěrečný film)
- Yasmine Bleeth jako Caroline Holdenová (5.–7. řada a závěrečný film, jako host ve 3. a 8. řadě)
- Jaason Simmons jako Logan Fowler (5.–6. řada, jako host v 7. řadě)
- David Chokachi jako Cody Madison (6.–9. řada)
- Gena Lee Nolin jako Neely Capshawová (6.–8. řada a závěrečný film)
  - v 5. řadě hrála postavu Neely Capshawové jako host Heather Campbell, v 9. řadě jako host Jennifer Campbell
- Donna D'Errico jako Donna Marcová (7.–8. řada)
- José Solano jako Manuelo „Manny“ Gutierrez (7.–8. řada, jako host v 9. řadě)
- Traci Bingham jako Jordan Tateová (7.–8. řada)
- Nancy Valen jako kapitán Samantha „Sam“ Thomasová (7. řada)
- Michael Newman jako Michael „Newmie“ Newman (7.–10. řada, jako host v pilotu a 1.–6. řadě)
- Carmen Electra jako Leilani „Lani“ McKenzieová (8. řada a závěrečný film)
- Kelly Packard jako April Giminská (8.–9. řada)
- Michael Bergin jako Jack „J. D.“ Darius (8.–11. řada a závěrečný film)
- Angelica Bridges jako poručík Taylor Walshová (8. řada a závěrečný film)
- Marliece Andrada jako Skylar „Sky“ Bergmanová (8. řada)
- Mitzi Kapture jako Alexis „Alex“ Rykerová (9. řada)
- Brooke Burns jako Jessica „Jessie“ Owensová (9.–10. řada, jako host v 11. řadě)
- Brandy Ledford jako Dawn Mastertonová (10. řada)
- Simmone Mackinnon jako Allie Reeseová (10. řada, jako host v 9. řadě)
- Jason Momoa jako Jason Ioane (10.–11. řada a závěrečný film)
- Stacy Kamano jako Kekoa Tanaková (10.–11. řada a závěrečný film)
- Jason Brooks jako Sean Monroe (10.–11. řada)
- Brande Roderick jako Leigh Dyerová (11. řada a závěrečný film)
- Charlie Brumbly jako Zack McEwan (11. řada)
- Krista Allen jako Jenna Avidová (11. řada, jako host v 10. řadě)

## Produkce
V průběhu 70. let 20. století měl plavčík a filmař Gregory J. Bonann nápad vytvořit televizní seriál o hrdinských činech svých záchranářských kolegů. Návrh na seriál A.C.E.S. (zkratka pro Aquatic Corps for Emergency Service) předložil v roce 1977 produkční společnosti MTM Enterprises, která jej však odmítla. Bonann nadále na svém nápadu pracoval a jméno případného seriálu změnil na Baywatch. V 80. letech začal spolupracovat se scenáristy Michaelem Berkem a Douglasem Schwartzem, s nimiž námět rozvíjel. Společně ho předložili produkční společnosti GTG Entertainment, která v roce 1988 návrh schválila a dala zelenou i pilotnímu filmu. Díky jeho úspěchu v roce 1989 začala společnost natáčet první řadu seriálu, kterou prodala televizi NBC. Po jedné sérii byl seriál ze strany NBC zrušen. Společnost GTG Entertainment vrátila práva k Pobřežní hlídce za deset dolarů zpět Bonannovi, který společně s Berkem, Schwartzem a hlavní hvězdou seriálu, Davidem Hasselhoffem, vyjednala vysílání seriálu v rámci syndikace, kde bylo uvedeno dalších deset řad.
Prvních devět řad seriálu bylo natáčeno v Kalifornii, převážně na pláži Will Rogers State Beach ve čtvrti Pacific Palisades v Los Angeles. Filmaři využívali také lokace ve městech Long Beach a Malibu. Desátá a jedenáctá řada (1999–2001) byla natáčena na Havaji.
Produkční náklady na výrobu jednoho dílu pro televizi NBC (1989–1990) činily více než 1 milion dolarů, v dalších letech dosahovaly náklady přibližně 800 tisíc dolarů na jednu epizodu. Poslední dvě řady z Havaje měly náklady asi 870 tisíc dolarů na díl.

## Vysílání
| Řada           | Původní název   | Díly           | Premiéra v USA | Premiéra v USA  | Premiéra v ČR      | Premiéra v ČR      | Stanice v USA |
| Řada           | Původní název   | Díly           | První díl      | Poslední díl    | První díl          | Poslední díl       | Stanice v USA |
| -------------- | --------------- | -------------- | -------------- | --------------- | ------------------ | ------------------ | ------------- |
| pilotní film   | pilotní film    | pilotní film   | 23. dubna 1989 | 23. dubna 1989  | 5. února 1994      | 5. února 1994      | NBC           |
| 1              | Baywatch        | 21             | 22. září 1989  | 6. dubna 1990   | 11. února 1994     | 1. července 1994   | NBC           |
| 2              | Baywatch        | 22             | 23. září 1991  | 18. května 1992 | 12. října 1994     | 1. března 1995     | syndikace     |
| 3              | Baywatch        | 22             | 14. září 1992  | 10. května 1993 | 18. července 1995  | 21. prosince 1995  | syndikace     |
| 4              | Baywatch        | 22             | 20. září 1993  | 16. května 1994 | 28. prosince 1995  | 25. května 1996    | syndikace     |
| 5              | Baywatch        | 22             | 26. září 1994  | 22. května 1995 | 1. června 1996     | 27. října 1996     | syndikace     |
| 6              | Baywatch        | 22             | 25. září 1995  | 13. května 1996 | 3. listopadu 1996  | 30. března 1997    | syndikace     |
| 7              | Baywatch        | 22             | 23. září 1996  | 12. května 1997 | 19. července 1997  | 20. prosince 1997  | syndikace     |
| 8              | Baywatch        | 22             | 22. září 1997  | 18. května 1998 | 12. prosince 1998  | 22. května 1999    | syndikace     |
| 9              | Baywatch        | 22             | 21. září 1998  | 17. května 1999 | 8. července 2000   | 6. prosince 2001   | syndikace     |
| 10             | Baywatch Hawaii | 22             | 20. září 1999  | 15. května 2000 | 10. prosince 2001  | 18. ledna 2002     | syndikace     |
| 11             | Baywatch Hawaii | 22             | 2. října 2000  | 14. května 2001 | nebylo vysíláno    | nebylo vysíláno    | syndikace     |
| závěrečný film | závěrečný film  | závěrečný film | 28. února 2003 | 28. února 2003  | 17. listopadu 2006 | 17. listopadu 2006 | Fox           |

Pilotní film Pobřežní hlídka: Panika na pláži Malibu a první řada seriálu byly v letech 1989–1990 vysílány na stanici NBC. Pilot byl uveden 23. dubna 1989, první díl potom 22. září 1989. Na jaře 1990 byla Pobřežní hlídka televizí NBC zrušena. Po přesunu do syndikace bylo 23. září 1991 zahájeno vysílání druhé řady. Závěrečný díl jedenácté řady i celého seriálu byl na obrazovkách uveden 14. května 2001. Dne 28. února 2003 odvysílala stanice Fox závěrečný film Pobřežní hlídka: Havajská noc.
V Česku byl pilotní film premiérově uveden 5. února 1994 na TV Nova. Seriál byl poté na Nově pravidelně vysílán až do poloviny deváté řady, do října 2000. Od roku 2001 byla Pobřežní hlídka uváděna na TV Prima, včetně druhé poloviny deváté řady a celé desáté série. Jedenáctá řada nebyla v Česku vysílána. Závěrečný film měl premiéru na Primě 17. listopadu 2006.

## Přijetí
Během první řady na NBC neměl seriál příliš vysokou sledovanost, navíc kritické reakce nebyly zcela pozitivní. Vytýkán byl vizuál se spoře oděnými herci i nepřirozené zápletky, během kterých se plavčíci věnují nejen svému povolání, ale i vyšetřování zločinů či chirurgickým operacím. V prvním roce syndikace byla sledovanost Pobřežní hlídky v USA sice průměrná, nicméně následně se seriál stal hitem nejen v USA, ale i na celém světě. Seriál se dočkal celosvětového úspěchu a díky Pobřežní hlídce se její hlavní představitelé, jako David Hasselhoff a Pamela Anderson, stali kultovními hvězdami.
Pobřežní hlídka je označována za nejsledovanější televizní pořad světa. Během vrcholu své popularity byla v 90. letech 20. století vysílána ve 148 zemích ve 44 jazycích a pravidelně ji sledovalo 1,1 miliardy diváků.